# Antonio Draghi
Antonio Draghi (1634-1700) là nhà soạn nhạc người Ý. Ông là nhà soạn nhạc hàng đầu của thành Viên đương thời về thể loại thanh xướng kịch.
Draghi được sinh tại Rimini ở Ý, và là một trong những nhạc sĩ sung mãn nhất của thời đại ông. Đóng góp của ông cho sự phát triển của opera Ý là đặc biệt quan trọng. Ông bắt đầu sự nghiệp âm nhạc của mình tại Padua.
Năm 1668, Draghi được bổ nhiệm vào triều đình của Leopold I, tại Vienna, và ông ở đó cho đến khi ông qua đời.

## Danh mục tác phẩm
- La Mascherata, 1666
- Gundeberga, 1672
- Turia Lucrezia, 1675
- Rodogone, 1677
- La patienza di Socrate con due mogli, 1680
- La magnanimità di Marco Fabrizio, 1695